# Lebršnik
Lebršnik je planina u Bosni i Hercegovini i Crnoj Gori.
Nalazi se sjeveroistočno od Gacka u istočnoj Hercegovini, a manjim dijelom u Crnoj Gori. Najviši vrh planine je Orlovac koji se nalazi na 1985 metara nadmorske visine. U podnožju Lebršnika nalazi se prijevoj Čemerno na 1293 metara nadmorske visine. Također, u podnožju planine nalazi se i Klinje jezero.

## Vanjske poveznice.
- [neaktivna poveznica], ba.geoview.info